# Раус, Эрхард
Э́рхард Ра́ус (нем. Erhard Raus; 8 января 1889 года, Вольфрамиц, Австро-Венгрия — 3 апреля 1956 года, Вена, Австрия) — немецкий генерал-полковник, участник Первой и Второй мировых войн.

## Биография
Родился 8 января 1889 года в моравском городе Вольфрамиц. Окончил кадетскую школу и поступил на службу в австро-венгерскую армию 18 августа 1909 года. Во время Первой мировой войны служил в самокатной пехоте, был многократно награждён и в конце концов повышен до звания капитана. В дальнейшем в 1918 году командовал 1-м батальоном самокатной пехоты. После окончания войны и распада Австро-Венгерской империи служил в австрийской армии. В 1936 году был произведён в полковники.
На службе в австрийской армии в основном занимал штабные должности.
После аншлюса Австрии в 1938 году вступил в Вермахт, где продолжил службу на штабных должностях. Был назначен начальником штаба XVII корпуса за несколько месяцев до начала войны, не принял участия в кампаниях начального периода войны против Польши и западных стран в 1939—1940 гг. В июне 1940 года принял командование 4-м пехотным полком, затем стал командиром 6-й моторизованной пехотной бригады 6-й танковой дивизии. Вплоть до вторжения Германии в СССР вместе со своим подразделением не принял участия ни в одном сражении.
С июня 1941 года воевал на восточном фронте. К 20 августа вместе с вверенными ему силами прошёл через Литву, Латвию, Эстонию, принял участие в боях за плацдарм на реке Луга, а также в нескольких незначительных сражениях. За захват и удержание позиций на реке Луга награждён Рыцарским крестом 11 октября 1941 года.
С 7 сентября 1941 года — при вызове генерал-майора Ф. Ландграфа в Германию, временно исполнял обязанности командира 6-й танковой дивизии. Дивизия была включена в группу армий «Центр» для участия в операции «Тайфун». В связи с отставкой по болезни с поста командира дивизии Ф. Ландграфа в ноябре 1941 года, был назначен командиром 6-й танковой дивизии. После начала контрнаступления советских войск под Москвой сумел сохранить дивизию во время отступления.
В ноябре дивизия Рауса вместе с другими частями XLVIII танкового корпуса приняла участие в Котельниковской операции. После поражения германских войск под Сталинградом принял командование над вновь сформированным XI армейским корпусом на южном участке фронта, повышен до звания генерала танковых войск. Принял участие в битве за Харьков и Курской битве, командуя XLVII танковым корпусом.
С 10 декабря 1943 года — командующий 4-й танковой армией. За проявленные качества в оборонительных боях от Белгорода до Харькова награждён Дубовыми листьями к Рыцарскому кресту. В течение 1944 года командовал 1-й, затем — 3-й танковыми армиями. В 1945 году в связи с разгромом его армии заменён генералом Х. фон Мантойфелем.
В 1945—1946 гг. — военнопленный. Скончался 3 апреля 1956 года в Вене.

## Награды
- Медаль «За военные заслуги» в бронзе с мечами (6 февраля 1915) (Австро-Венгрия)
- Крест «За военные заслуги» 3-го класса с воинским отличием и мечами (5 октября 1915) (Австро-Венгрия)
- Войсковой крест Карла (15 марта 1917) (Австро-Венгрия)
- Серебряная медаль Военного креста с мечами (2 июля 1917)
- Орден Железной короны 3-го класса с воинским отличием и мечами (16 марта 1918) (Австро-Венгрия)
- Памятная военная медаль (9 марта 1931) (Королевство Венгрия)
- Памятная медаль участника Первой мировой войны с мечами (16 мая 1933) (Австрия)
- Почётный знак «За заслуги перед Австрийской Республикой» (1922) в серебряный знак (21 апреля 1934) (Австрия)
- Военный знак обслуживания, 2-го класса (8 октября 1934)
- Медаль «За выслугу лет в вермахте», с 4-й по 1-й класс (1 декабря 1939 года, от года до 1 января 1939 г.) (Третий рейх)
- Крест военной службы 2-й степени (20 ноября 1940)
- Железный крест (1939) 2-го класса (29 июня 1941) (Третий рейх)
- Железный крест (1939) 1-го класса (6 июля 1941) (Третий рейх)
- Нагрудный знак «За танковую атаку» (1 сентября 1941)
- Рыцарский крест Железного креста с дубовыми листьями (Третий рейх)
  - Рыцарский крест (11 октября 1941)
  - Дубовые листья (№ 280) (22 августа 1943)
- Медаль «За зимнюю кампанию на Востоке 1941/42» (1 августа 1942) (Третий рейх)
- Немецкий крест в золоте (14 февраля 1943) (Третий рейх)